# Cryptocellus lisbethae
Espèce
Cryptocellus lisbethae est une espèce de ricinules de la famille des Ricinoididae.

## Distribution
Cette espèce est endémique du Bolivar au Venezuela. Elle se rencontre vers Los Pijigüaos.

## Publication originale
- González Sponga, 1998 : Arácnidos de Venezuela. Cryptocellus lisbethae nueva especie de Ricinulei del Estado Bolıvar (Arachnida: Ricinulidae). Memoria de la Sociedad de Ciencias Naturales La Salle, vol. 57, n. 148, p. 49-54.